# Völkerschlacht bei Leipzig
Frühjahrsfeldzug 1813
Lüneburg – Möckern – Halle – Großgörschen – Gersdorf – Bautzen – Reichenbach – Nettelnburg – Haynau – Halberstadt – Luckau
Herbstfeldzug 1813

Großbeeren – Katzbach – Dresden – Hagelberg – Kulm – Dennewitz – Göhrde – Altenburg – Wittenberg – Wartenburg – Liebertwolkwitz – Leipzig – Torgau – Hanau – Hochheim – Danzig
Winterfeldzug 1814

Épinal – Colombey – Brienne – La Rothière – Champaubert – Montmirail – Château-Thierry – Vauchamps – Mormant – Montereau – Bar-sur-Aube – Soissons – Craonne – Laon – Reims – Arcis-sur-Aube – Fère-Champenoise – Saint-Dizier – Claye –  Paris
Sommerfeldzug von 1815

Quatre-Bras – Ligny – Waterloo – Wavre – Paris

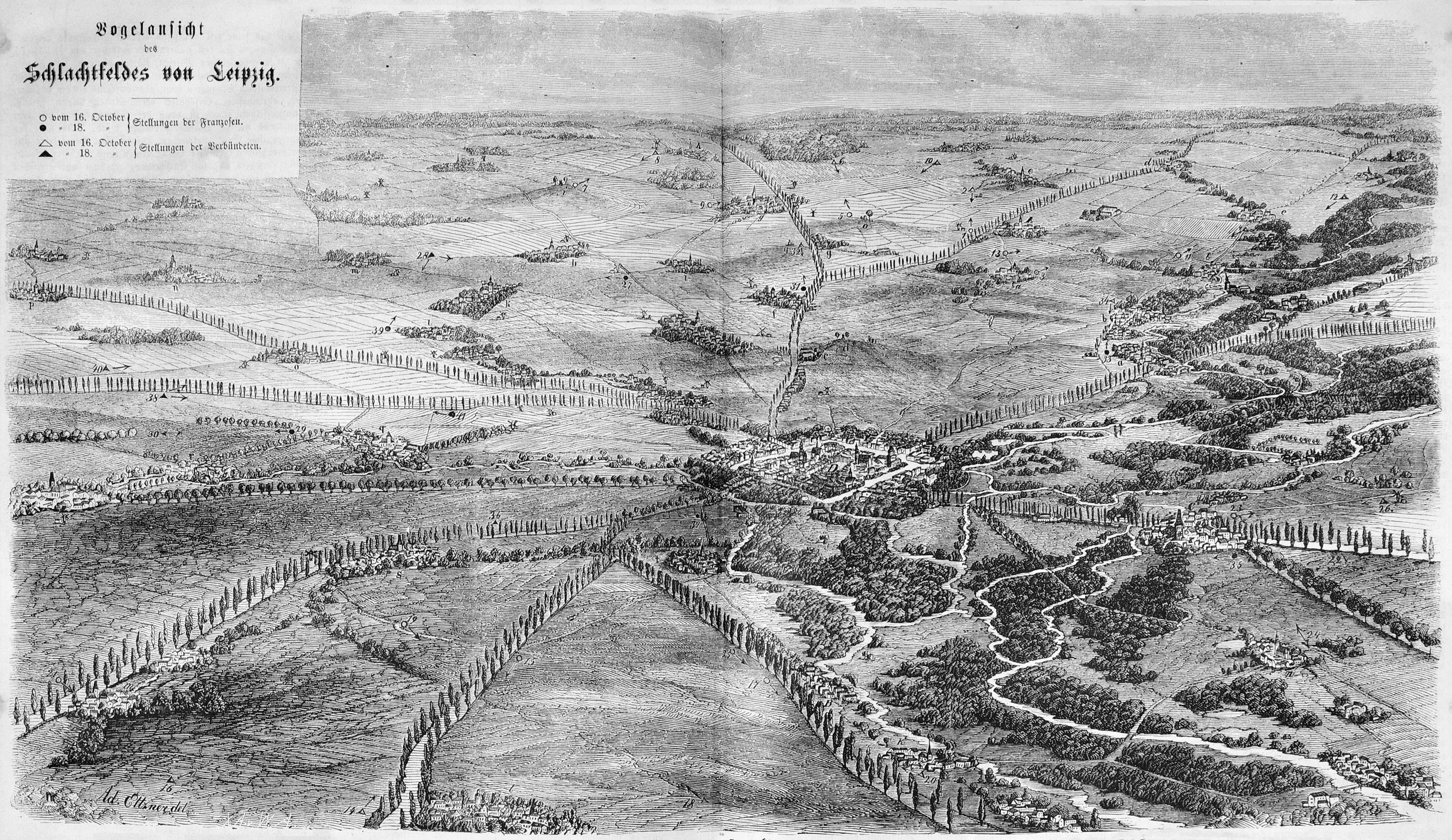
Übersicht auf das Schlachtfeld
Illustration zum 50-Jahr-Jubiläum der Schlacht aus der Gartenlaube, Oktober 1863. (Bildlegende)

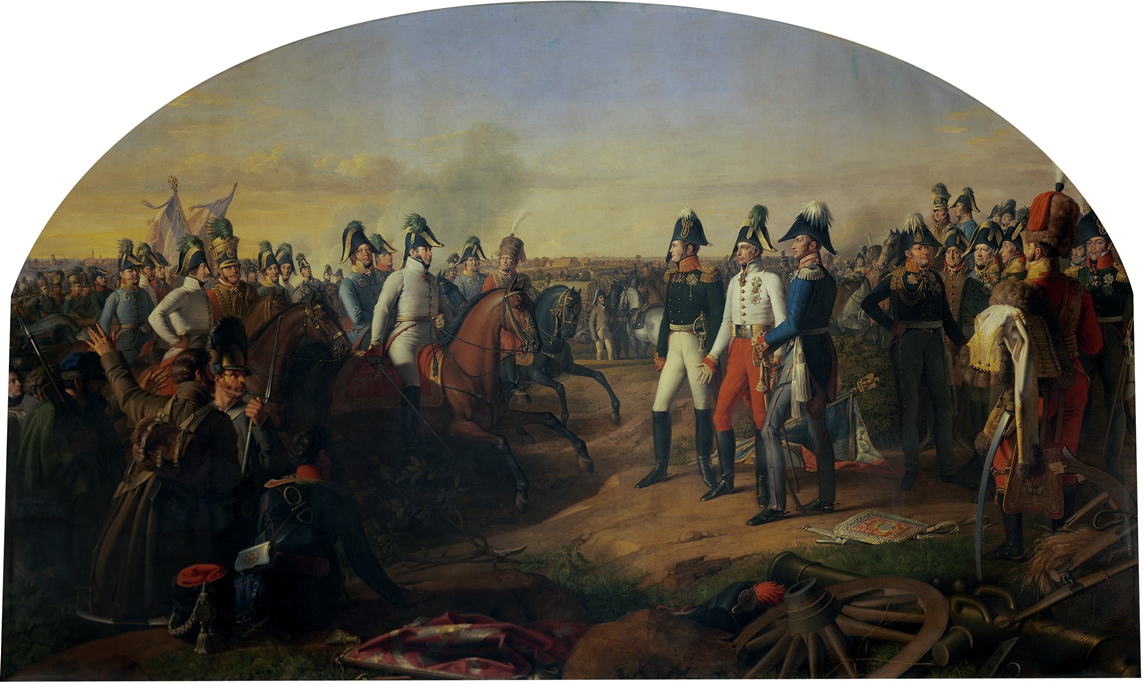
Karl Philipp Fürst zu Schwarzenberg meldet den verbündeten Monarchen den Sieg in der Völkerschlacht bei Leipzig. Gemälde von Johann Peter Krafft, 1817, Heeresgeschichtliches Museum Wien.

Die Völkerschlacht bei Leipzig, auch als Schlacht von Leipzig bekannt,  vom 16. bis 19. Oktober 1813 war die entscheidende Schlacht der Befreiungskriege. Dabei besiegten die Truppen der Koalition von Russland, Preußen, Österreich und Schweden sowie kleineren Fürstentümern die Truppen Frankreichs und seiner Verbündeten unter Napoleon Bonaparte. Die Folge war Napoleons Rückzug aus Deutschland, begleitet vom Zusammenbruch des Rheinbunds als Stütze seiner Herrschaft.
Mit bis zu 600.000 Teilnehmern aus über einem Dutzend Ländern war dieser Kampf bis dahin wahrscheinlich die größte Schlacht der Weltgeschichte. In der Schlacht wurden von den rund 600.000 beteiligten Soldaten 92.000 getötet oder verwundet.
Zum einhundertsten Jahrestag wurde 1913 in Leipzig das 91 Meter hohe Völkerschlachtdenkmal fertiggestellt. Dieses Wahrzeichen wurde in der Nähe des Gebietes errichtet, in dem die heftigsten Kämpfe stattfanden und die meisten Soldaten fielen.

## Benennung
„Völkerschlacht“ nannte das Ereignis als Erster Achim von Arnim in einem Artikel der Berliner Tageszeitung Der Preußische Correspondent am 22. Oktober 1813. Er mag dabei an die Sage von der „Völkerschlacht am Birkenbaum“ gedacht haben, die eine endzeitliche „Völkerschlacht“ in Westfalen prophezeite, in der „Russland, Schweden und der ganze Norden“ und „Frankreich, Italien, Spanien und der ganze Süden“ gegeneinanderstehen werden. Im Sommer 1813 war der Gedanke, diese „große Völkerschlacht“ stehe als Entscheidungsschlacht gegen Napoleon nun bevor, angesichts der politisch-militärischen Lage mindestens im Kreis um Arnim so geläufig, dass er sie in einem Brief vom 14. September noch bis zum Ende des Jahres 1813 vorhersagte.
Am 25. Oktober veröffentlichte Der Preußische Correspondent den Neunten Armeebericht der Schlesischen Armee vom 19. Oktober, in dem der Berichterstatter Karl von Müffling die Schlacht ebenfalls als „Völkerschlacht“ bezeichnete. Wie ein inzwischen aufgefundener Armee-Bericht in Flugblattform zeigt, verwendete Müffling dort „Volksschlacht“ statt „Völkerschlacht“. Arnim, der das Flugblatt als erster veröffentlichte, hat offenbar dem Bericht einige Wörter hinzugefügt und, wie auch die „Volksschlacht“, verändert. Die Zeitungen der Zeit haben dann Arnims Text und nicht den des Flugblatts nachgedruckt. Henrich Steffens erinnert sich hingegen, dass der aus der Ferne beobachtete Anmarsch der Böhmischen Armee den Stab Blüchers mit „großer Gewalt“ ergriff. Man verglich ihn mit der Völkerwanderung, und Müffling habe dabei die bevorstehende Schlacht bereits „Völkerschlacht“ genannt.
Wenn auch andere Zeitgenossen bereits im Oktober 1813 das Wort „Völkerschlacht“ verwendeten und es sich rasch etablierte, so doch vorwiegend im beschreibenden Sinn „… bei Leipzig“. Die offizielle Bezeichnung „Schlacht bei Leipzig“ überwog in der deutschen Publizistik, bis sich zur Zeit der Errichtung des Völkerschlachtdenkmals anlässlich ihres einhundertjährigen Jubiläums die „Völkerschlacht“ durchgesetzt hatte.
Aufgrund der großen Anzahl beteiligter Nationen wird die Schlacht auch als Vielvölkerschlacht bezeichnet.

## Vorgeschichte
Nach der katastrophalen Niederlage Napoleons im Russlandfeldzug 1812 schloss General Yorck, der das preußische Hilfskorps befehligte, mit dem russischen General Diebitsch am 30. Dezember 1812 die Konvention von Tauroggen. Damit wurden die Kampfhandlungen zwischen Preußen und Russland eingestellt. Das österreichische Hilfskorps unter General Schwarzenberg schloss am 30. Januar 1813 einen Waffenstillstand mit den Russen, nachdem Österreich bereits vorher Napoleon erklärt hatte, dass es die Stärke des Truppenkontingents für Frankreich auf keinen Fall erhöhen werde. Am 28. Februar unterzeichneten Russland und Preußen mit dem Vertrag von Kalisch ein Bündnis und erklärten am 16. März Frankreich den Krieg. Schon am 24. Februar war es in Hamburg zu Aufständen gegen die französische Besetzung gekommen, russische Truppen marschierten am 18. März in Hamburg ein, mussten die Stadt aber bald wieder räumen. Am 19. März riefen der russische Zar und der preußische König, der Tage zuvor den Aufruf An Mein Volk an die Bewohner seines Königreichs gerichtet hatte, in einer Proclamation an die Deutschen, darunter besonders die deutschen Fürsten, dazu auf, sich dem Kampf gegen Frankreich anzuschließen, und erklärten den Rheinbund für aufgelöst. Nur Mecklenburg folgte diesem Aufruf, alle anderen Herrscher fürchteten Napoleon noch immer. Österreich verhielt sich neutral und bemühte sich in einer Vermittlerrolle um eine friedliche Lösung des Konflikts, stellte aber klar, dass es, wenn die Verhandlungen scheitern sollten, militärisch eingreifen würde. Sachsen unterzeichnete am 26. April ein Bündnis mit Österreich.
Am 29. und 30. April überschritten die französischen Truppen die Saale bei Merseburg und Weißenfels. Sie verfügten zu dem Zeitpunkt über 150.000 Mann. Ihnen gegenüber standen zu diesem Zeitpunkt nur 43.000 Preußen und 58.000 Russen. Nach der Schlacht bei Möckern am 5. April 1813 hatte der sächsische König die Seiten gewechselt und seine Armee Napoleon unterstellt. In den folgenden Schlachten hatten beide Seiten große Verluste. Am 4. Juni wurde der Waffenstillstand von Pläswitz vereinbart, russische und preußische Truppen zogen sich nach Schlesien zurück. Österreich schloss am 24. Juni ein Bündnis mit Russland und Preußen, das aber nur dann Gültigkeit haben sollte, wenn die Verhandlungen mit Napoleon scheitern würden. Zu weiteren Verhandlungen traf sich der österreichische Kanzler Metternich am 26. Juni mit Napoleon in Dresden, der Waffenstillstand wurde bis zum 10. August verlängert. Am 10. August brach Österreich die Verhandlungen ab, da man zu keiner Einigung kam und Napoleon offensichtlich nur Zeit gewinnen wollte. Am 12. August folgte die Kriegserklärung Österreichs an Frankreich. Die Streitmacht der Koalition unter Führung des österreichischen Feldmarschalls Karl Philipp zu Schwarzenberg hatte am 11. August die Oder überschritten und den Krieg wieder aufgenommen. Beide Seiten hatten den Waffenstillstand benutzt, um Soldaten zu rekrutieren und Verstärkungen heranzuführen. Napoleon verfügte jetzt über 442.000 Mann, davon 40.000 Mann Kavallerie. Ihm gegenüber standen 184.000 Russen, 160.000 Preußen, 127.000 Österreicher, 23.000 Schweden, 6.000 Mecklenburger sowie weitere 9.000 aus den restlichen deutschen Staaten, hauptsächlich die King’s German Legion (KGL) aus dem ehemaligen Kurfürstentum Hannover, das sich in Personalunion mit Großbritannien befunden hatte. Im Verlauf des Krieges folgten weitere Verstärkungen. Die Hanseatische Legion hatte sich bereits im Mai gebildet.
Aus den Truppen der Koalition wurden drei Armeen gebildet: Die Böhmische Armee unter dem österreichischen Feldmarschall Schwarzenberg bestand aus den 127.000 Österreichern, zu denen noch 82.000 Russen und 45.000 Preußen kamen. Die Schlesische Armee unter dem preußischen General Blücher bestand aus 66.000 Russen sowie 38.000 Preußen. Die Nordarmee unter dem schwedischen Kronprinzen Karl Johann bestand aus 73.000 Preußen, 29.000 Russen sowie 23.000 Schweden und 144 Briten, unter letzteren die Raketentruppe des Captain Richard Bogue.
Die Niederlagen der französischen Truppen im August und September hatten Napoleon veranlasst, sich von Dresden zurückzuziehen und seine Armee am 14. Oktober um Leipzig zu vereinigen, gegen das sich nun auch die Heere der Verbündeten konzentrisch in Bewegung setzten. Ein Reitergefecht bei Liebertwolkwitz am 14. Oktober leitete die großen Kämpfe der nächsten Tage ein. Der für die Alliierten glückliche Ausgang dieses Reitergefechts erschien als gutes Vorzeichen. Napoleon suchte eine kriegsentscheidende Schlacht. Er hatte mit den Garden und acht Korps 210.000 Mann, davon 14.000 Reiter und 700 Geschütze, zur Verfügung. Aufgrund fehlerhafter Informationen zweifelte er an der Anwesenheit der gesamten Böhmischen und Schlesischen Armeen, da er zum einen immer noch nicht an eine Beteiligung Österreichs glaubte und zum anderen die Schlesische Armee weiter im Norden vermutete.

## Schlachtverlauf

### Erster Tag
Am 15. Oktober positionierte Napoleon mit 110.000 Mann den größten Teil seiner Truppen südlich von Leipzig, von Connewitz und Markkleeberg an der Pleiße über Wachau und Liebertwolkwitz bis nach Holzhausen hin. General Henri-Gatien Bertrand stand bei Lindenau zur Deckung der Straße nach Westen, im Norden von Leipzig befanden sich Marschall Marmont und Michel Ney. Die Alliierten verfügten zunächst nur über 200.000 Mann, da die Korps von Colloredo-Mansfeld und Levin August von Bennigsen erst im Anmarsch waren und der Kronprinz von Schweden die Nordarmee noch zurückhielt. Die Hauptmasse bildete die Böhmische Armee unter Karl Philipp zu Schwarzenberg mit 130.000 Mann, die von Süden heranrückte und bei der sich Zar Alexander I. von Russland und König Friedrich Wilhelm III. von Preußen aufhielten.
Schwarzenbergs Plan war, während Gyulay mit 20.000 Mann gegen Lindenau und Blücher von Schkeuditz gegen Leipzig aufbrachen, mit der Hauptmacht in der sumpfigen Niederung zwischen Elster und Pleiße gegen Connewitz vorzudringen, den rechten Flügel der Franzosen zu umgehen und auf dem kürzesten Weg Leipzig zu erobern.
Auf Einspruch Zar Alexanders wegen des schwierigen Terrains übertrug Schwarzenberg die Ausführung seines Plans den 35.000 Österreichern unter Merveldt und Erbprinz Friedrich von Hessen-Homburg. Die Korps von Johann von Klenau, Ludwig Adolf Peter zu Sayn-Wittgenstein und Friedrich von Kleist unter Barclay de Tollys Oberbefehl sollten die Franzosen in der Front angreifen und gegen Leipzig drängen. Auf diese Weise wurde die Böhmische Armee auf drei durch Flüsse und Sümpfe getrennte Schlachtfelder verteilt.
Noch vor Tagesanbruch des 16. Oktober setzte sich die Armee Barclays in Bewegung und eröffnete gegen 9 Uhr ein Geschützfeuer, worauf die Sturmkolonnen gegen die französische Stellung vorgingen. Kleist entriss Fürst Józef Antoni Poniatowski Markkleeberg; viermal wurde er daraus verdrängt, viermal erstürmte er es wieder und behauptete es mit Mühe. Auch Wachau, wo Napoleon selbst befehligte, wurde von Preußen und Russen unter dem Prinzen Eugen von Württemberg erobert, musste jedoch unter schwersten Verlusten durch die überlegene französische Artillerie wieder verlassen werden. Ebenso wenig gelang es Gortschakow und Klenau, Liebertwolkwitz zu nehmen. Sie verloren auch den Kolmberg; die ganze Linie der Verbündeten war durch die Kämpfe so geschwächt, dass sie kaum ihre Stellungen behaupten konnten. Auch die Operationen der Österreicher auf Connewitz hatten keinen Erfolg. Daraufhin eilte nach 12 Uhr mittags Schwarzenberg mit dem Korps Hessen-Homburg Barclay zu Hilfe.

Karte der Truppenstellungen am 16. Oktober
Napoleonische Armeen
Alliierte Armeen

Napoleon, durch den bisherigen Gang der Schlacht ermutigt, beschloss nun, selbst zum Angriff überzugehen. Um 15 Uhr versuchten 8.000 französische Reiter, das Zentrum der Verbündeten bei Wachau zu durchbrechen. Sie drangen bis zu dem Hügel vor, auf dem sich die Monarchen und Schwarzenberg befanden. Die Reiter konnten aber durch die russische Infanterie und die zur Hilfe eilende verbündete Reiterei abgewehrt werden. Ein zweiter Angriff der französischen Infanterie, des Korps Lauriston, auf Güldengossa misslang ebenfalls. Auch Napoleon konnte keine frischen Truppen mehr ins Feuer führen, und die Nacht beendete die Kämpfe. Der Angriff der Alliierten auf die feindliche Stellung war mit einem Verlust von 20.000 Mann an Toten und Verwundeten misslungen.
Gyulays verhaltener Angriff auf Lindenau war inzwischen von Bertrand abgewiesen worden. Einen entscheidenden Erfolg jedoch hatte das Vorgehen der Schlesischen Armee gehabt. Ohne die Nordarmee abzuwarten, war Blücher auf den Befehl, am gemeinschaftlichen Angriff auf Leipzig mitzuwirken, aufgebrochen und bei Wiederitzsch und Möckern auf schweren Widerstand gestoßen. Beim ersten Dorf stand Jan Henryk Dąbrowski mit einer schwachen Division, die jedoch Alexandre Andrault de Langeron den ganzen Tag festhielt. Beim letzten Dorf stand Marmont mit 17.000 Mann, der eben den Befehl erhalten hatte, nach Wachau zu Hilfe zu kommen, und deswegen seine zuvor bezogene, bessere Stellung weiter nördlich bereits aufgegeben hatte. Als er von der Annäherung des Feindes erfuhr, beschloss er, dessen Angriff zu erwarten, und bat Marschall Ney um Unterstützung.
General Yorck von den Verbündeten richtete den Angriff seines Korps, das etwa 20.000 Mann stark war, gegen das durch seine Lage als natürliche Festung wirkende Dorf Möckern, das nach mehreren misslungenen Angriffen unter Verlust von 7.000 Mann erstürmt wurde. Nachdem Marmonts Korps vernichtet war, kehrte Marschall Ney noch auf dem Weg, Marmont zu Hilfe zu eilen, wieder um, kam allerdings auch für den Eingriff bei Wachau zu spät.
Der Sieg Yorcks bei Möckern hatte die französische Stellung im Norden von Leipzig durchbrochen und Napoleon den erhofften Sieg bei Wachau dadurch entrissen, dass er zwei französische Korps hinderte, dort gegen die alliierte Böhmische Armee mit frischen Kräften vorzugehen.

### Zweiter Tag
Der 17. Oktober, ein Sonntag, war größtenteils ruhig. Es trat eine Pause im Kampf ein, nur im Norden eroberte Blücher Eutritzsch und Gohlis und drang bis dicht an Leipzig vor. Die Verbündeten hielten um 2 Uhr im Dorf Sestewitz Kriegsrat; man beschloss, am nächsten Morgen um 7 Uhr anzugreifen.
Da Napoleon keinen entscheidenden Sieg erfochten hatte und die Verbündeten nicht hindern konnte, nach Ankunft von 100.000 Mann Verstärkung den Angriff zu erneuern, während er selbst nur noch das Korps Reyniers von Düben erwartete, hätte er seine Stellung bei Leipzig, die unhaltbar geworden war, räumen und anderswo die Schlacht wieder aufnehmen müssen. Aus politischen Rücksichten tat er es nicht; er baute darauf, dass Kaiser Franz, der sein Schwiegervater war, nicht gegen ihn vorgehen würde. Durch den bei Connewitz gefangenen General Merveldt ließ er am 17. Oktober den Monarchen einen Waffenstillstand unter Bedingungen anbieten, die ihm im August noch den Frieden verschafft hätten. Jetzt aber gingen die Verbündeten auf dieses Anerbieten nicht ein und würdigten es nicht einmal einer Antwort.

### Dritter Tag

Militärische Situation rund um Leipzig am 18. Oktober:
Napoleonische Armeen
Alliierte Armeen

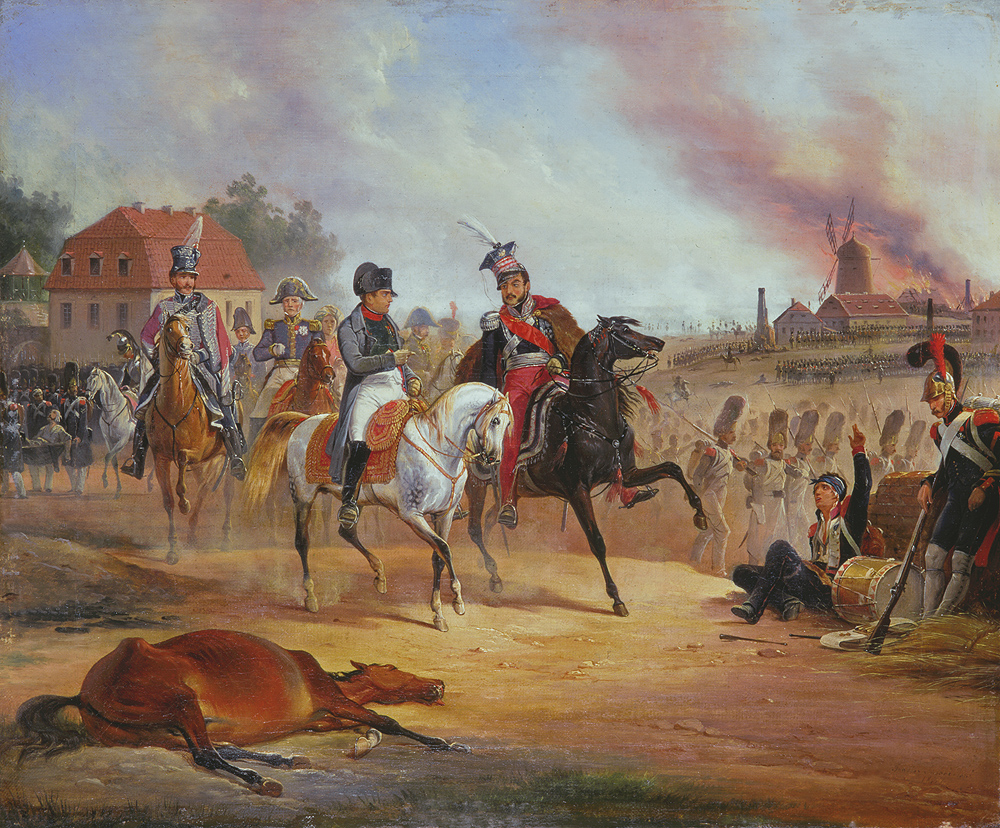
Napoleon und Poniatowski bei Leipzig. Historiengemälde von January Suchodolski (1797–1875)

Am 18. Oktober um 2 Uhr morgens gab Napoleon die alte, in ihrer Ausdehnung nicht mehr zu behauptende Stellung auf und rückte ungefähr eine Stunde Wegs näher an Leipzig. Der rechte Flügel unter Poniatowski stand an der Pleiße von Connewitz bis Dölitz, das Zentrum bildete bei Probstheida einen ausspringenden Winkel, der linke Flügel reichte bis zur Parthe und war bis zu deren Mündung in die Pleiße im Norden von Leipzig zurückgebogen. Die neue Stellung war – vier Stunden lang und nur von 150.000 Mann besetzt – dem vereinigten Angriff der Verbündeten kaum gewachsen, die sich auf 300.000 Mann mit 1.400 Geschützen verstärkt hatten.
Trotzdem war die Schlacht auch am 18. Oktober heftig und nicht überall siegreich für die Verbündeten, da Napoleon von der Tabaksmühle bei Stötteritz aus seine Stellungen hartnäckiger und länger verteidigte, als es für die bloße Deckung des Rückzugs notwendig gewesen wäre. Die Angriffskolonnen der Verbündeten setzten sich nur sehr allmählich, teilweise recht spät, in Bewegung, so dass der Stoß nicht auf einmal mit ganzer Wucht vorgetragen wurde. Auf dem linken Flügel griffen die Österreicher unter Hessen-Homburg die Stellungen der Franzosen rechts der Pleiße in Dölitz und Lößnig an, die aber nicht genommen werden konnten. Auch Probstheida wurde von den Franzosen unter Napoleons persönlicher Führung gegen die Sturmversuche der Kolonne Barclays behauptet.
Dagegen griff erst am Nachmittag der rechte Flügel der Böhmischen Armee unter Bennigsen ein. Er eroberte Zuckelhausen, Holzhausen und Paunsdorf, woraufhin 3.000 bis 4.000 Sachsen unter Hauptmann Johann Baptista Joseph Hirsch und 500 württembergische Reiter unter General Karl von Normann-Ehrenfels auf die alliierte Seite wechselten. Dieser Verrat sorgte dafür, dass in Frankreich noch Jahrzehnte später Abtrünnige mit dem Ausspruch „C’est un Saxon“ – „Das ist ein Sachse“ – beschrieben wurden.
Bei der Erstürmung von Paunsdorf wirkten bereits Bülow und Wintzingerode von der Nordarmee mit, die endlich – trotz Karl Johanns Sträuben – herangekommen war. Langeron und Sacken von der Schlesischen Armee eroberten Schönefeld und Gohlis, und als die Nacht hereinbrach, waren die Franzosen im Osten und Norden von Leipzig bis auf eine Viertelstunde an die Stadt zurückgedrängt. Hätte Gyulay mit genügenden Streitkräften sich des Passes von Lindenau bemächtigt, so wäre der Ring um Napoleon geschlossen und ihm der Rückzug abgeschnitten gewesen. Indes hatte Schwarzenberg Bedenken, den noch immer gefürchteten Gegner zu einem Verzweiflungskampf zu zwingen, und Ignaz Graf Gyulay erhielt den Befehl, den Feind nur zu beobachten und einem Angriff auf Pegau auszuweichen. Dies geschah, und so konnte Bertrand die Straße nach Weißenfels ungehindert einschlagen, wohin ihm von Mittag an der Tross, die Wagen mit Verwundeten und der Artilleriepark folgten. In der Nacht begann der Abmarsch des Heeres selbst, der Garden, der Reiterei, der Korps Victor und Augereau, während MacDonald, Ney und Lauriston die Stadt verteidigen und den Rückzug decken sollten; jegliche Punkte außerhalb Leipzigs wurden geräumt.

## Rückzug der Franzosen

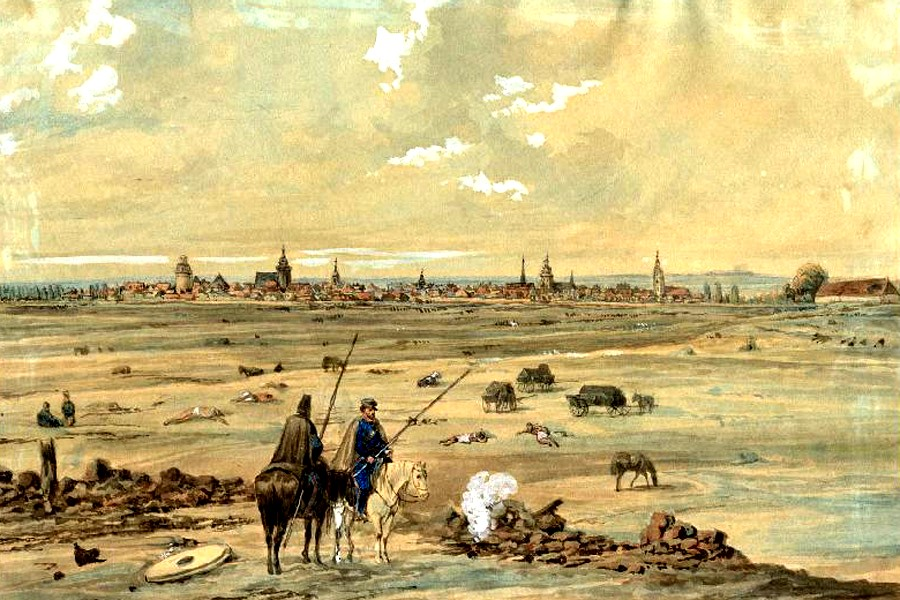
Blick von der Quandtschen Tabacksmühle über das Schlachtfeld auf Leipzig, Gemälde von Ernst Wilhelm Straßberger

Napoleon hatte eine Niederlage wohl nicht einkalkuliert und für den Rückzug nur unzureichende Vorkehrungen getroffen. Dieser verlief daher stockend, zumal nur eine einzige Straße nach Weißenfels zur Verfügung stand. Indes wurde auf alliierter Seite der Vorschlag Kaiser Alexanders, mit einem Teil des Heeres die Pleiße zu überschreiten und sich auf diese Straße zu werfen, genauso wie Blüchers Anerbieten, mit 20.000 Mann Reiterei die Verfolgung zu übernehmen, abgelehnt. Man bereitete sich für den 19. Oktober auf eine neue Schlacht vor. Nachdem sich der Morgennebel gelichtet hatte und der französische Rückzug erkannt worden war, begann man mit der Erstürmung Leipzigs. Die französische Armee zog sich überstürzt in Richtung des Ranstädter Tores zurück, und Napoleon selbst konnte nur mit Mühe den Ranstädter Steinweg erreichen. Währenddessen hatte die russische Streitmacht unter Befehl von Langeron und Sacken die Hallesche Vorstadt, Bülow die Grimmaische Vorstadt erobert; hier gelang es dem Königsberger Landwehrbataillon unter Major Karl Friedrich Friccius, zuerst in die Stadt einzudringen; das Peterstor im Süden wurde von Bennigsen genommen. Nachdem die Elsterbrücke vor dem Ranstädter Tor, über die der Rückzug erfolgen sollte, zu früh gesprengt worden war, brach Panik unter den sich zurückziehenden französischen Soldaten aus. Viele kamen auf der Flucht um, so Marschall Poniatowski; andere mussten sich ergeben und gingen in Kriegsgefangenschaft.

## Verluste
Laut Gaston Bodart wurden auf alliierter Seite 75.000 Soldaten getötet oder verwundet und weitere 5.000 gerieten in Gefangenschaft. Auch die Generalsverluste waren nicht unerheblich, vor allem russische Generäle fielen. Das waren:
Generalleutnant Newerowskoy, Generalleutnant Fürst Schäwitsch,
Generalmajor Hüne, Generalmajor Fürst Kudaschoff, Generalmajor Liudfors, Generalmajor Graf Manteuffel, Generalmajor Reuven und Generalmajor Schmidt.
Ferner fiel der österreichische Generalmajor Giffing.
Die französischen Verluste waren mit 45.000 toten oder verwundeten Soldaten geringer als bei den Alliierten, auch wenn man die 15.000 Kriegsgefangenen mitzählt. Die Generalsverluste auf französischer Seite waren aber viel größer. 
Neben dem Marschall Poniatowski fielen:
- Divisionsgeneräle: Graf Aubry, Delmas, Friederichs, Graf Rochambeau und Vial
- Brigadegeneräle: Bachelet-Damville, Boyer, Camus de Richemont, Baron Coehorn, Couloumy, Ferriere, Pelletier de Montmarie

Außerdem fielen die polnischen Brigadegeneräle Estko (* 1776) und Valentin Kwasniewsky.

## Folgen

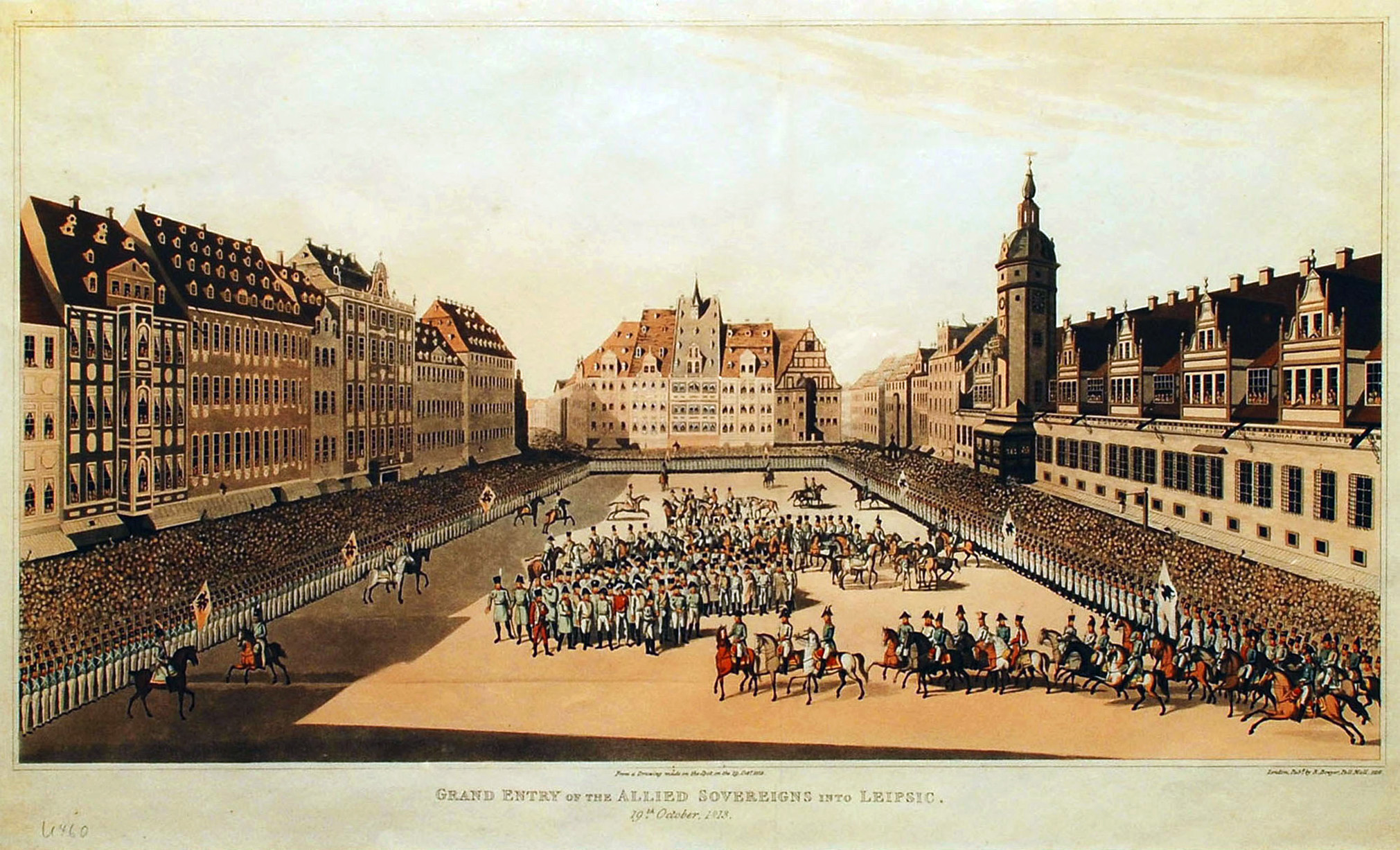
Festliche Ankunft der Herrscher von Russland, Österreich und Preußen am 19. Oktober 1813 auf dem Leipziger Markt

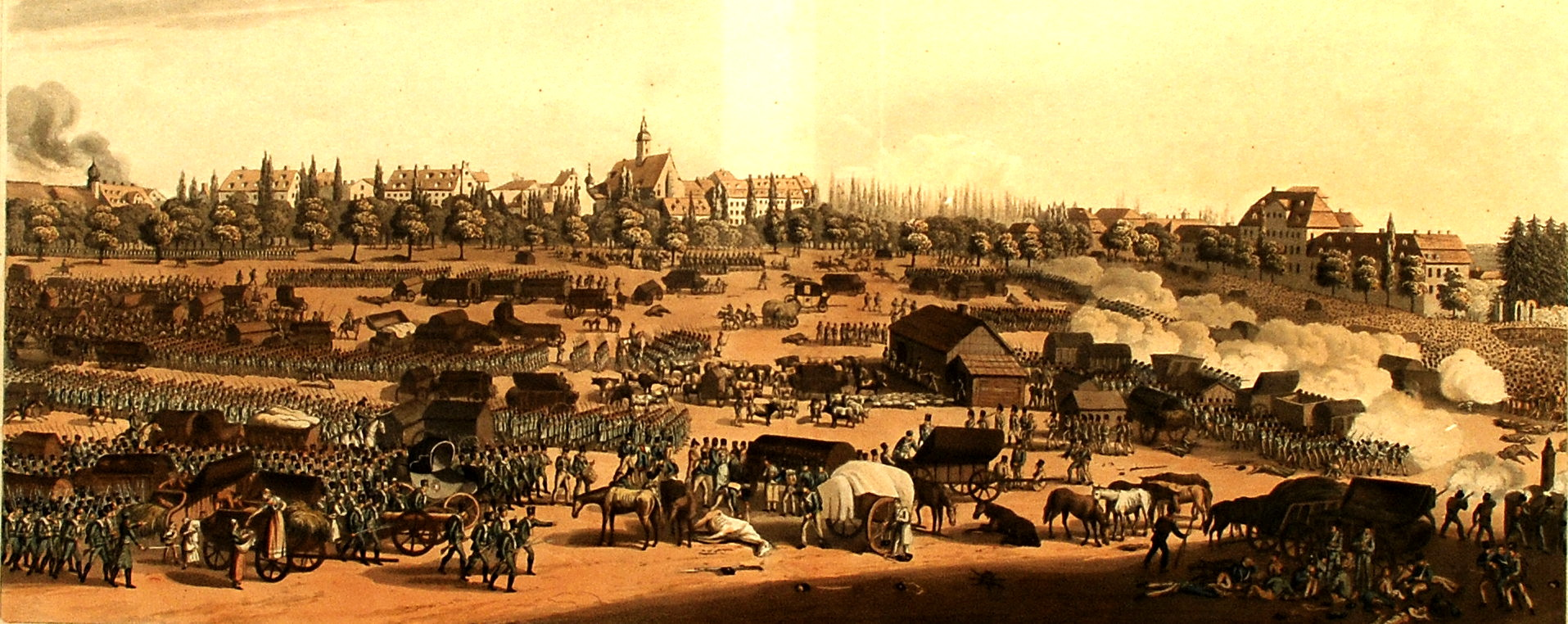
Leipzig von Süden am 19. Oktober 1813

Nach dem Abzug der französischen Armee kamen bald darauf auch der russische Kaiser, der König von Preußen und der Kronprinz von Schweden in die Stadt. Der allgemeine Jubel ließ eine Zeit lang das entsetzliche Elend vergessen, das die große Menge von Verwundeten und Kranken in der Stadt verursachte. Die dreitägige Schlacht hatte schwere Verluste gefordert: die Preußen zählten 16.000 Mann und 600 Offiziere als tot oder verwundet, die Kaiserlich Russische Armee 21.000 Mann und 860 Offiziere, die Österreicher 14.000 Mann und 400 Offiziere. Die französische Seite beklagte 38.000 Tote oder Verwundete, 15.000 Gefangene und den Verlust von 300 Geschützen, sie ließ 23.000 Mann in den Lazaretten zurück. Viele der Verwundeten beider Seiten erlagen wegen fehlender ärztlicher Versorgung und ungenügender Hygiene in den folgenden Tagen ihren Verletzungen. Nach der Schlacht brach in Leipzig eine Typhus-Epidemie aus, an der zahlreiche Verwundete und Leipziger Einwohner starben.
Durch die Schlacht waren Napoleons Machtambitionen auf deutschem Gebiet endgültig gescheitert. Bereits am 14. März 1813 war als erster Rheinbundfürst Friedrich-Franz I. von Mecklenburg aus dem Bündnis mit den Franzosen ausgeschert und hatte sich der russisch-preußischen Allianz angeschlossen. Am 30. März folgte der Strelitzer Landesteil. Bayern war als größter Rheinbundstaat noch kurz vor der Schlacht am 8. Oktober durch den Vertrag von Ried in das Lager der Alliierten gewechselt. Infolge der französischen Niederlage gingen am 2. November Württemberg, am 20. November 1813 Baden sowie am 23. November Nassau und Hessen zu den Alliierten über und traten aus dem Rheinbund aus. Kleinere Rheinbundstaaten folgten bis Dezember 1813. Der sächsische König Friedrich-August I. hatte sich im April 1813 dem angebotenen Beitritt zur russisch-preußischem Koalition durch ein Bündnis mit dem noch neutralen Österreich entzogen. Nach Österreichs Beitritt zur Koalition war er trotz des eigenmächtigen Seitenwechsels eines Großteils der sächsischen Armee im Bündnis mit Napoleon verblieben. Als er sich nach dessen Niederlage den Siegern für den Kampf gegen Napoleon zur Verfügung stellte, nahmen diese ihn in Gefangenschaft und unterstellten das eroberte Sachsen dem alliierten Zentralverwaltungsdepartement.
Nur mit 100.000 Mann der Armeen Frankreichs und des Herzogtums Warschau zog sich Napoleon aus Deutschland zurück. Weitere 80.000 Franzosen und Polen waren in den belagerten Festungen eingeschlossen und damit ebenfalls verloren. Die Schweiz gewährte den vorrückenden alliierten Armeen freien Durchzug. In dem Moment, als sich das französische „Empire“ in Unordnung befand, bot Fürst Metternich Napoleon einen Frieden unter milden Umständen an, der Frankreich die Rheingrenze belassen sollte. Napoleon lehnte diesen unter Verkennung der Umstände ab. 
Zu Jahresbeginn 1814 begann der alliierte Vorstoß nach Frankreich. Alliierte Truppen besetzten nach  einer Schlacht am 30. März 1814 Paris. Napoleon wurde auf die Insel Elba verbannt, landete am 1. März 1815 wieder in Frankreich, regierte noch einmal hundert Tage und verlor seine Macht nach der verlorenen Schlacht bei Waterloo (18. Juni 1815) endgültig.

## Deutsches Gedenken

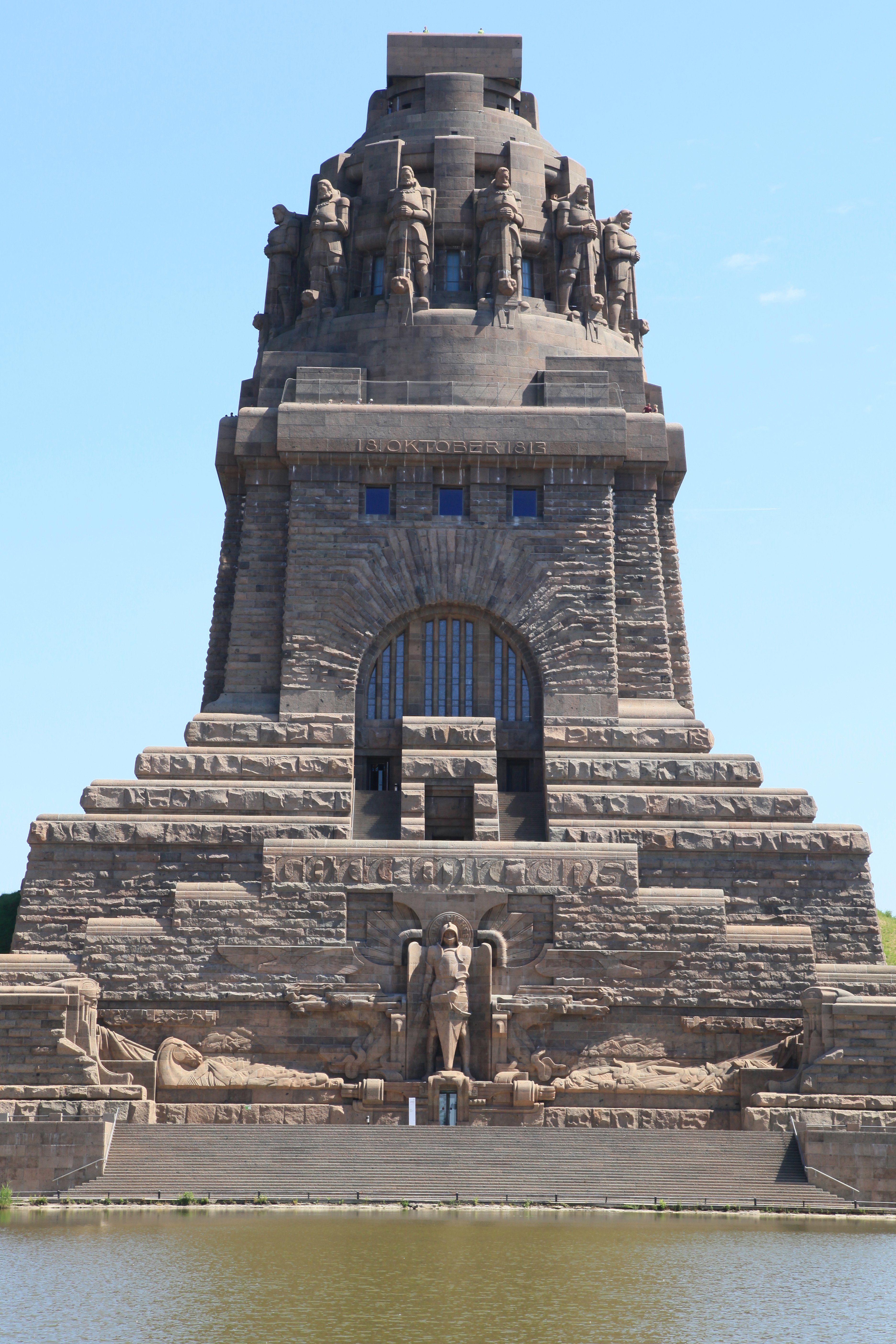
Völkerschlachtdenkmal

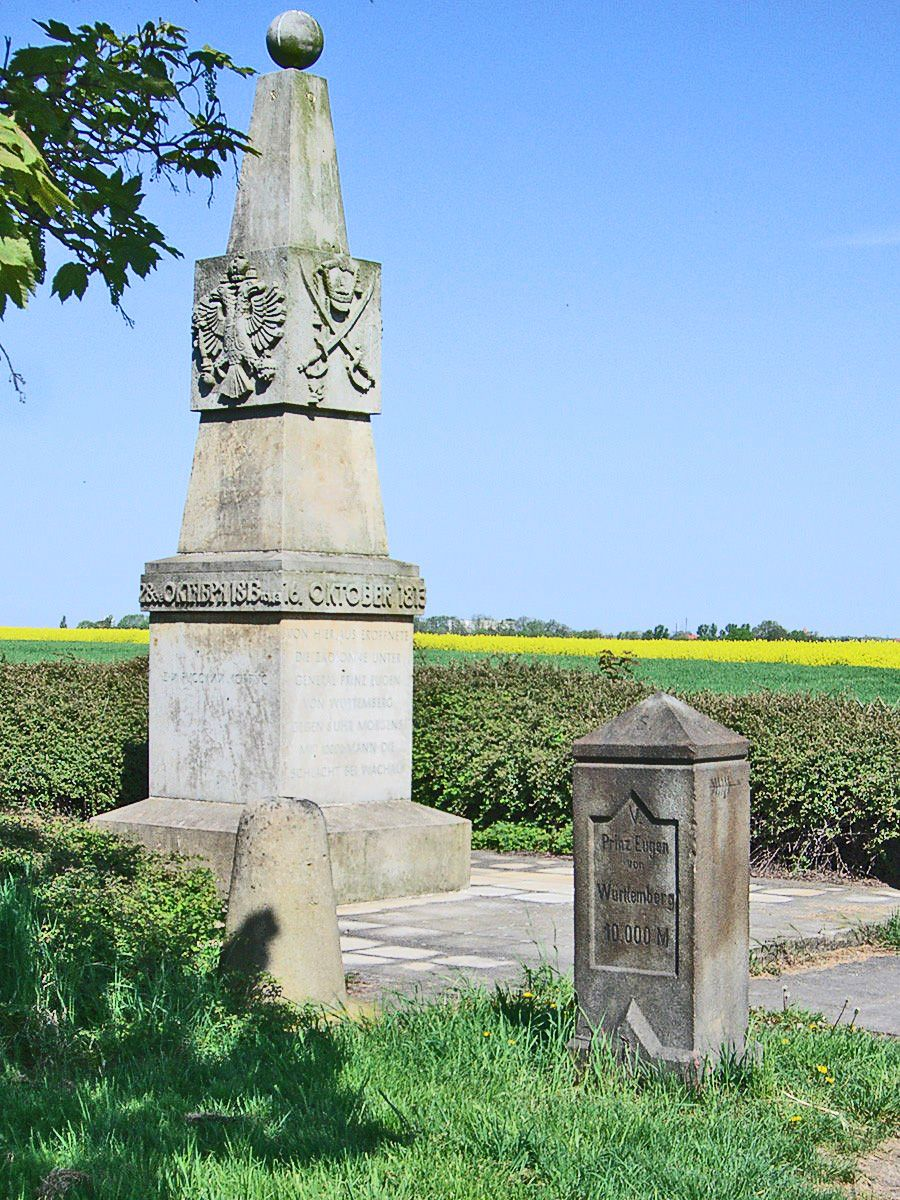
Das Russisch-Preußische Denkmal und der Apelstein Nr. 2 (2008)

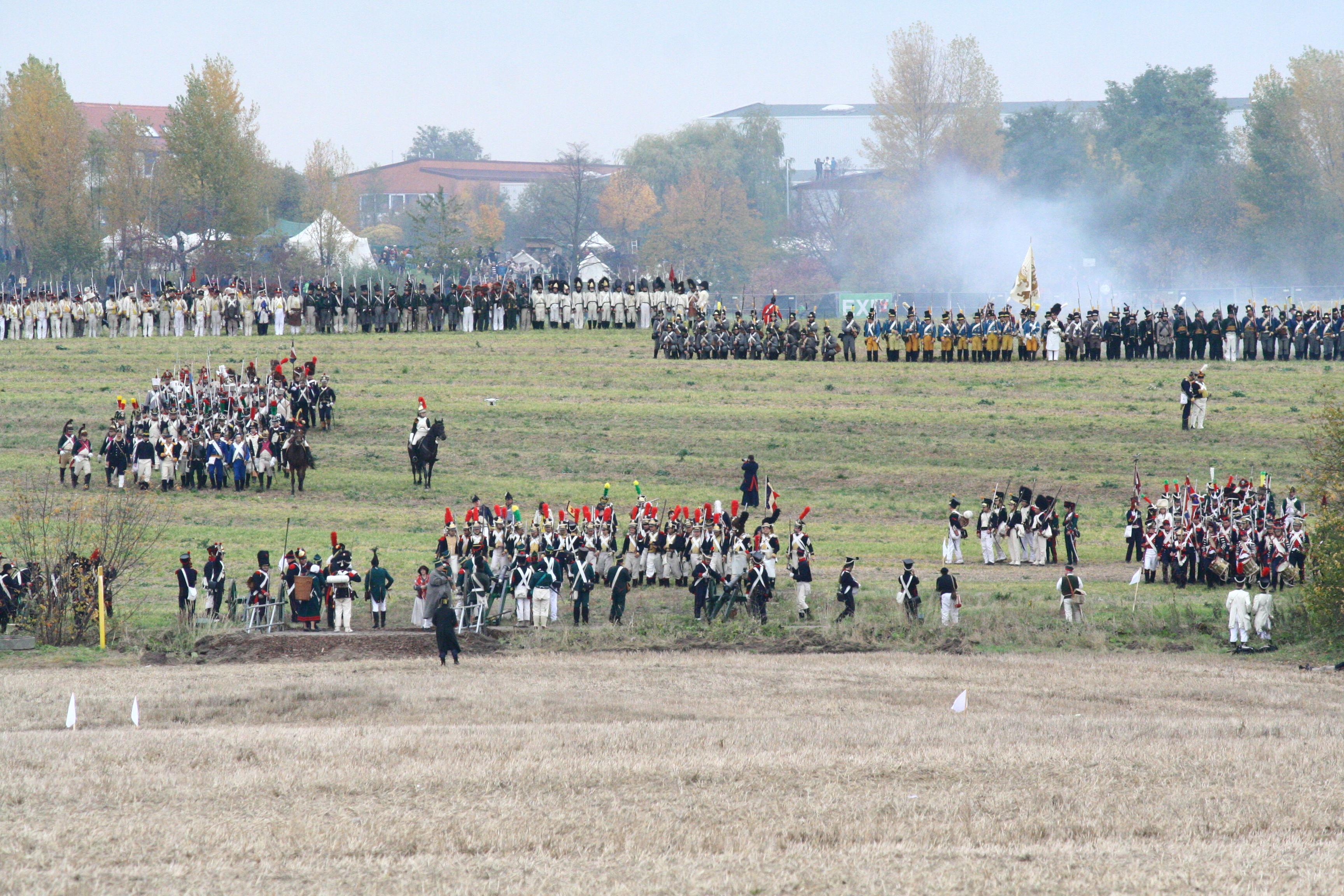
Nachstellung am 20. Oktober 2013 zum 200. Jahrestag der Völkerschlacht

Zum ersten Jahrestag der Völkerschlacht wurden an vielen Orten Deutschlands dezentrale Feiern veranstaltet. Ernst Moritz Arndt hatte daran insbesondere durch seine im September 1814 veröffentlichte Schrift Ein Wort über die Feier der Leipziger Schlacht Anteil, in der er „teutsche Festtage“ forderte.
Die Feste selbst stellten sich an vielen Orten als eine Mischung aus traditionellem Volksfest, kirchlichen Festen und einer Adaption der Nationalfeiertage in Frankreich und den USA dar: Prozessionen, öffentliche Reden mit meist patriotischen Inhalten, Salutschüsse, Lagerfeuer, am nächsten Tag ein Gottesdienst und abends ein Ball oder Tanzfest. Die Feste waren thematisch meist auf die Natur und Geschichte Deutschlands gerichtet, hatten religiöse Anklänge und waren von stark antifranzösischen Gefühlen geleitet. Das Wartburgfest 1817 war nur eine Variante dieser Feiern.
In den deutschen Staaten wurde der 18. Oktober lange Zeit als Beginn einer Wiedergeburt gefeiert. Zahlreiche Denksteine bezeichnen die denkwürdigsten Punkte der Schlacht, so die gusseiserne Spitzsäule (seit 1847) auf dem „Monarchenhügel“, das Denkmal des Fürsten Schwarzenberg (ein Quader aus Stein unweit Meusdorf), der Napoleonstein unweit des Thonbergs, die so genannten Apelsteine und dazu mehrere in der Stadt errichtete Denkmäler vor allem im Gedenken an die Koalitionstruppen.
1814 wurde in Leipzig ein „Verein zur Feier des 19. October“ gegründet. Dieser wollte die Völkerschlacht in möglichst wirklichkeitsgetreuer Überlieferung der Nachwelt erhalten und versuchte, alle Schriftstücke zur Völkerschlacht zu sammeln. 1863 wurde die 50-jährige Jubelfeier der Schlacht besonders festlich begangen und das Brückensprengungsdenkmal eingeweiht, noch kurz vor den Ereignissen von 1866 bis 1871, die das Andenken des Leipziger Kampfes etwas zurückdrängten. In diesem Zusammenhang ließ der Leipziger Schriftsteller Theodor Apel in den Jahren 1861 bis 1864 aus eigenen Mitteln in der Umgebung Leipzigs 44 Steine zur Markierung des Schlachtverlaufs (Apelsteine) aufstellen. Sechs weitere wurden später aus privater Hand, aus einer Stiftung Apels und von Vereinen errichtet. 1875 wurde eine neue Korvette der deutschen Marine der Leipziger Schlacht zu Ehren „Leipzig“ getauft. 1913 wurden das Völkerschlachtdenkmal und die Russische Gedächtniskirche zum Gedenken und als Mahnmal eingeweiht sowie die Österreicher-Denkmale errichtet. In der Münze Muldenhütten wurde 1913 ein Dreimarkstück auf die 100-Jahr-Feier der Völkerschlacht bei Leipzig geprägt. Des Weiteren gibt es mehrere Museen in Leipzig und Umgebung, welche sich mit der Völkerschlacht und den Lebensbedingungen dieser Zeit beschäftigen, beispielsweise das Zinnfigurenmuseum im Torhaus Dölitz, das Sanitäts- und Lazarettmuseum Seifertshain, das Körnerhaus Großzschocher, das Memorialmuseum Liebertwolkwitz und das Regionalmuseum im Torhaus Markkleeberg.
An der Straße zwischen Liebertwolkwitz und Güldengossa am Apelstein Nr. 2 wurde zur 175. Wiederkehr des Jahrestages der Schlacht im Oktober 1988 auf Initiative der Interessengemeinschaft Völkerschlacht im Kulturbund der DDR das „Russisch-Preußische Denkmal“ zur Völkerschlacht eingeweiht, das an die Eröffnung der Kämpfe am 16. Oktober durch die Schlacht bei Wachau erinnern und gleichzeitig als ein Symbol für die in der DDR proklamierte „deutsch-sowjetische Waffenbrüderschaft“ dienen sollte.
2011 veröffentlichte der Mosaik Steinchen für Steinchen Verlag in Zusammenarbeit mit dem Museum für Stadtgeschichte Leipzig ein Sonderheft der Comicreihe Mosaik mit kindgerechten Darstellungen zur Völkerschlacht.
Am 20. Oktober 2013 fand zur 200-Jahr-Gedenkfeier eine Nachstellung mit 6000 Teilnehmern aus 28 Staaten statt. Etwa 35.000 Besucher sahen die Gefechtsdarstellungen in der Markkleeberger Weinteichsenke im Süden Leipzigs.

## Ausstellungen
- 2013: Helden nach Maß – 200 Jahre Völkerschlacht. Stadtgeschichtliches Museum Leipzig
- 2013: 1813 Kampf für Europa – Die Österreicher in der Völkerschlacht bei Leipzig. Museum Torhaus zu Markkleeberg
- 2013–2015: 360°-Panorama Leipzig 1813 – In den Wirren der Völkerschlacht von Yadegar Asisi. Panometer Leipzig